# 朴昌虎
朴 昌虎（パク・チャンホ、朝鮮語: 박창호）は、朝鮮民主主義人民共和国の政治家。黄海北道党委員会委員長、朝鮮労働党中央委員会委員。

## 経歴
出生地や生年月日は不明。2018年11月1日に平安南道陽徳郡の温泉観光施設を金正恩党委員長が現地指導した際には、党中央委員会副部長として同行した。2019年3月10日に実施された最高人民会議第14期代議員選挙で代議員に選出された。同年4月10日に開催された朝鮮労働党中央委員会第7期第4回総会で黄海北道党委員会委員長に任命され、党中央委員会委員に補選された。2019年9月に洪水の被害を受けた黄海北道銀波郡、金川郡の被災地を金正恩委員長が視察した際に同行した。
2021年9月9日に行われた建国73周年慶祝閲兵式では、黄海北道労農赤衛軍縦隊を率いて行進した。